# ジョナ・メンデス
ジョナ・メンデス（Jonna Mendez、1945年 - ）は、アメリカ中央情報局(CIA)の元技術サービス担当官である。

## 生涯
ジョナ・ヒースタンド(Jonna Hiestand)として1945年にケンタッキー州キャンベルズビルで生まれた。1963年にカンザス州ウィチタの高校を卒業し、ウィチタ州立大学に進学した。卒業後はフランクフルトのチェース・マンハッタン銀行に勤務した。1966年、彼女はヨーロッパでCIAにスカウトされ、CIA職員としてのキャリアをスタートさせた。
CIAでは、彼女は潜伏生活を送り、ヨーロッパ、極東、南アジア、CIA本部で勤務した。1970年、彼女は技術局に入局した。技術サービス担当官として、彼女はCIAで最も高度に配置された外国でのスパイカメラの使用と、それによって収集された情報の処理を行った。この役割の中で、彼女は写真撮影のスキルも磨いた。1982年、彼女は、ごくわずかしか選ばれない1年間のリーダーシップ開発プログラムに選ばれた。プログラム終了後、彼女は南アジアと東南アジアにおいて、変装、身分証明書の偽造、秘密の画像撮影の専門家となった。
1988年、彼女は変装課の副課長に昇進し、1991年には課長に昇進した。課長在任中、彼女はジョージ・H・W・ブッシュ大統領と変装用マスクをかぶって会談し、会談中にマスクを外して、変装技術の有効性を大統領に実証した。1993年に彼女はCIAを退職した。
彼女はバンコクに赴任中に、後の（2人目の）夫となる、同じくCIA将校のトニー・メンデスと知り合った。1980年代半ばには、ソ連で共に作戦を行った。1990年にトニー・メンデスが退職した後、1991年に結婚した。2人の間には息子が1人いる。
1993年にCIAを退職後、彼女は夫と共にワシントンD.C.にある国際スパイ博物館の理事を務め、博物館の計画と設計に携わった。

## 著作
- Spy Dust: Two Masters of Disguise Reveal the Tools and Operations that Helped Win the Cold War（スパイダスト：2人の変装の達人が明らかにする、冷戦を勝利に導いた道具と作戦） (2003) - トニー・メンデス、ブルース・ヘンダーソン（英語版）との共著[9]
- The Moscow Rules: The Secret CIA Tactics That Helped America Win the Cold War（モスクワルール：アメリカを冷戦で勝利に導いたCIAの秘密の作戦） (2019) - トニー・メンデスとの共著[10]